# Clypeosphaerulina vincae
Clypeosphaerulina vincae — вид грибів, що належить до монотипового роду Clypeosphaerulina.